# Mykoła Weczurko
Mykoła Wołodymyrowycz Weczurko, ukr. Микола Володимирович Вечурко (ur. 6 czerwca 1992, Ukraina) – ukraiński piłkarz, grający na pozycji pomocnika.

## Kariera piłkarska

### Kariera klubowa
Wychowanek DJuSSz-15 Kijów, KSDJuSzOR Kijów oraz klubów Widradny Kijów i Zmina-Obołoń Kijów, barwy których bronił w juniorskich mistrzostwach Ukrainy (DJuFL). Karierę piłkarską rozpoczął 12 marca 2009 w drużynie rezerw Worskły Połtawa. Latem 2009 zasilił skład Arsenału Kijów. Po rozformowaniu Arsenału został piłkarzem Howerły Użhorod na początku 2014. W marcu 2015 podpisał kontrakt z klubem Hirnyk-Sport Komsomolsk. Latem 2015 wyjechał do Turkmenistanu, gdzie został piłkarzem Ahal FK.

### Kariera reprezentacyjna
Występował w juniorskiej i młodzieżowej reprezentacjach Ukrainy.